# Кура, Хосе
Хосе́ Ку́ра (исп. José Cura, родился 5 декабря 1962 года в Росарио) — аргентинский оперный певец и дирижёр, драматический тенор. Может исполнять высокие баритональные партии. Он стал первым исполнителем, совмещающим пение и дирижирование (как в концертной деятельности, так и в записях). С 2010-х годов также часто выступает как оперный режиссёр и сценограф. Выпустил несколько альбомов художественной фотографии.

## Жизнь и творчество
Музыкальное образование получил в качестве дирижёра. До 1988 года вокальные данные музыканта не были оценены по достоинству; он увлекался бодибилдингом и кунг-фу, благодаря чему приобрёл впечатляющее телосложение, которое редко можно увидеть на оперной сцене.
Звездой оперной сцены стал довольно поздно: первую главную роль Кура исполнил в 1993 году в постановке Театра Джузеппе Верди в Триесте оперы А. Бибало «Синьорина Джулия». В следующем году записал первую оперу («Виллисы» Дж. Пуччини). Он стал вторым в истории тенором после Карузо, который дебютировал в Метрополитен-опере на традиционном гала-концерте в честь открытия сезона (1999 год, «Сельская честь»). 
Во второй половине 1990-х Кура уже выступал в знаменитейших театрах мира, начиная с Лондонского королевского театра Ковент-Гарден в 1995 году (в заглавной роли редко исполняемой оперы Верди «Стиффелио»). Затем в 1998 году Хосе Кура появился в «Аиде» в первом сезоне Нового Национального театра в Токио. Также в 1990-е состоялись его дебюты в Париже, Вене и Милане. 
Помимо «Аиды», наибольший успех сопутствовал Куре в «Отелло» Дж. Верди (с 1996, в том числе с Ларисой Дядьковой в роли Амнерис) и «Самсоне и Далиле» К. Сен-Санса (с 1997, в том числе с Ольгой Бородиной в роли Далилы). В 2008 году Кура вышел на сцену в первой современной постановке оригинальной четырёхактной версии ранней оперы Пуччини «Эдгар» в туринском Королевском театре. Многократно выступал в России.
Достигнув успеха как певец, Кура вспомнил о своей дирижёрской подготовке. Он не раз исполнял в одном концерте симфонические и вокальные номера вперемешку. Характерен спектакль в Гамбургской опере в феврале 2003 года, когда в первом отделении Кура дирижировал оперой П. Масканьи «Сельская честь», а после антракта вышел на сцену в роли Канио в опере Р. Леонкавалло «Паяцы». В 2001 году Хосе Кура назначен главным приглашённым дирижёром польского оркестра Sinfonia Varsovia.
В 2002 году Хосе Кура основал собственную звукозаписывающую фирму Cuibar Phono Video (CPV), лейбл Cuibar Productions. В том же году издана запись Второй симфонии Рахманинова с оркестром Sinfonia Varsovia. Киноверсия оперы Верди «Травиата» под названием «Травиата в Париже» была показана в прямой трансляции мировой аудитории. В 2001 году издан на DVD концерт «Страсти по Верди» с Лондонским симфоническим оркестром в лондонском Барбикан-центре.
Кура является попечителем Новой Девонской оперы и вице-президентом Британской молодёжной оперы. В 2007 году назначен приглашённым профессором Королевской академии музыки в Лондоне.

## Премии и награды

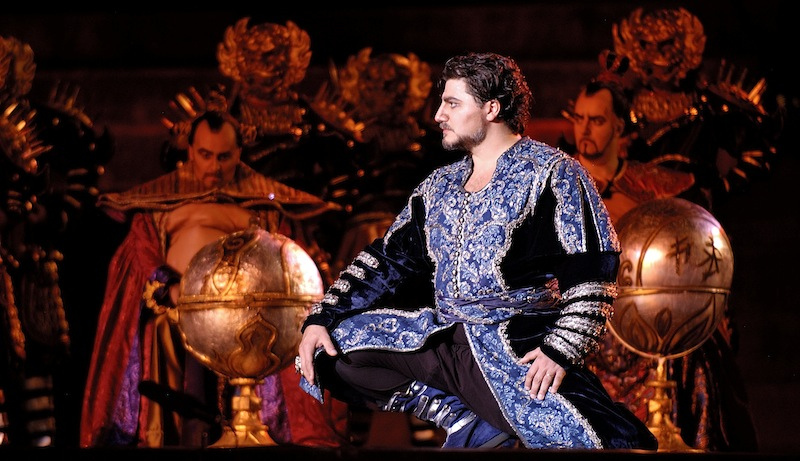
Х. Кура в роли Калафа на Веронской арене (2005)

- 1994 — Международный оперный конкурс Пласидо Доминго «Опералия» — 1-я премия
- 1997 — Премия Аббьяти — приз итальянской критики
- 1998 — Académie du Disque Lyrique — Золотой Орфей
- 1999 — Университет C.A.E.C.E., Аргентина — Профессор Honoris Causae
- 1999 — Почётный гражданин города Росарио, Аргентина
- 1999 — Германия — певец года
- 2000 — Кавалер ливанского Национального ордена Кедра
- 2001 — Театр Лисео, Барселона — лучший артист года
- 2002 — Премия фонда Евы Чешейко-Сохацкой
- 2003 — Премия Катулла, Италия — артист года
- 2004 — Почётный гражданин города Веспрем, Венгрия